# Poynor (Teksas)
Poynor – miasto w Stanach Zjednoczonych, w stanie Teksas, w hrabstwie Henderson.